# Военные реформы Александра II

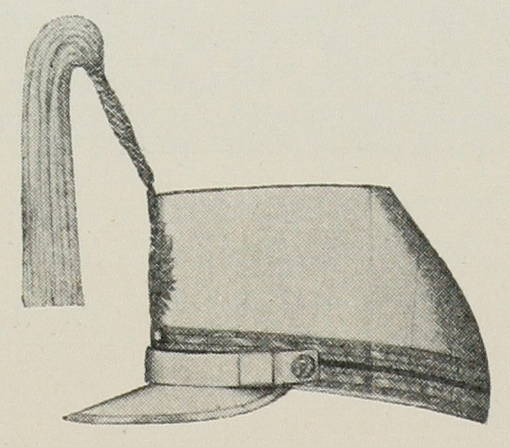
Гвардейское парадное кепи образца 1862 года.

Военные реформы Александра II — серия преобразований (реформ) в военной сфере Российской Империи, осуществлявшихся в период с 1856 года по 1874 год. Основной объём преобразований был осуществлен к 1869 году и завершился введением всеобщей воинской обязанности в 1874 году. Важнейшим автором военных реформ, руководившим их осуществлением, был военный министр Д. А. Милютин, в связи с чем они нередко называются «милютинскими». Вместе с рядом других мероприятий правительства России (отмена крепостного права, введение земств, новых судебных уставов и другого) составляют «великие реформы» Александра II.

## Предпосылки и первые шаги
Ключевым толчком к преобразованиям в военной сфере стало поражение России в Крымской войне 1853-1856 годов. Неудачная война продемонстрировала слабость вооружённых сил империи на нескольких уровнях.
- Существующая военная система, основанная на рекрутском наборе и длительном сроке службы, не позволяла решительно увеличить численность гвардии, армии, флота и так далее, в военное время без серьезной потери в качестве комплектования, вооружения, обмундирования и снаряжения. Правительству приходилось содержать в мирное время значительные вооружённые силы (около 1 млн человек), но в военное время наличных на конкретном театре войны (театре военных действий) войск оказывалось недостаточно.
- Серьезной критике по итогам войны подверглась система тылового обеспечения: качество вещевого, провиантского и фуражного довольствия, медицинское обеспечение, снабжение боевыми припасами и так далее.
- Боевые качества войск вызывали сомнения. Тактические установки Русской армии не соответствовали действительному уровню развития военного дела. В обучении войск господствовали плац-парадные традиции в ущерб реальным боевым требованиям. В частности, войска уступали противнику в прицельной стрельбе и ведении боя в рассыпном строю. Офицерский корпус демонстрировал пренебрежение своими прямыми обязанностями, недостаточное знание тактических правил, неготовность применить их к делу, руководствуясь своим собственным суждением.
- Стрелковое вооружение большей части русских войск уступало вооружению французской и британской пехоты, хорошо снабженной нарезным оружием.Граф Д. А. Милютин, военный министр, архитектор военной реформы

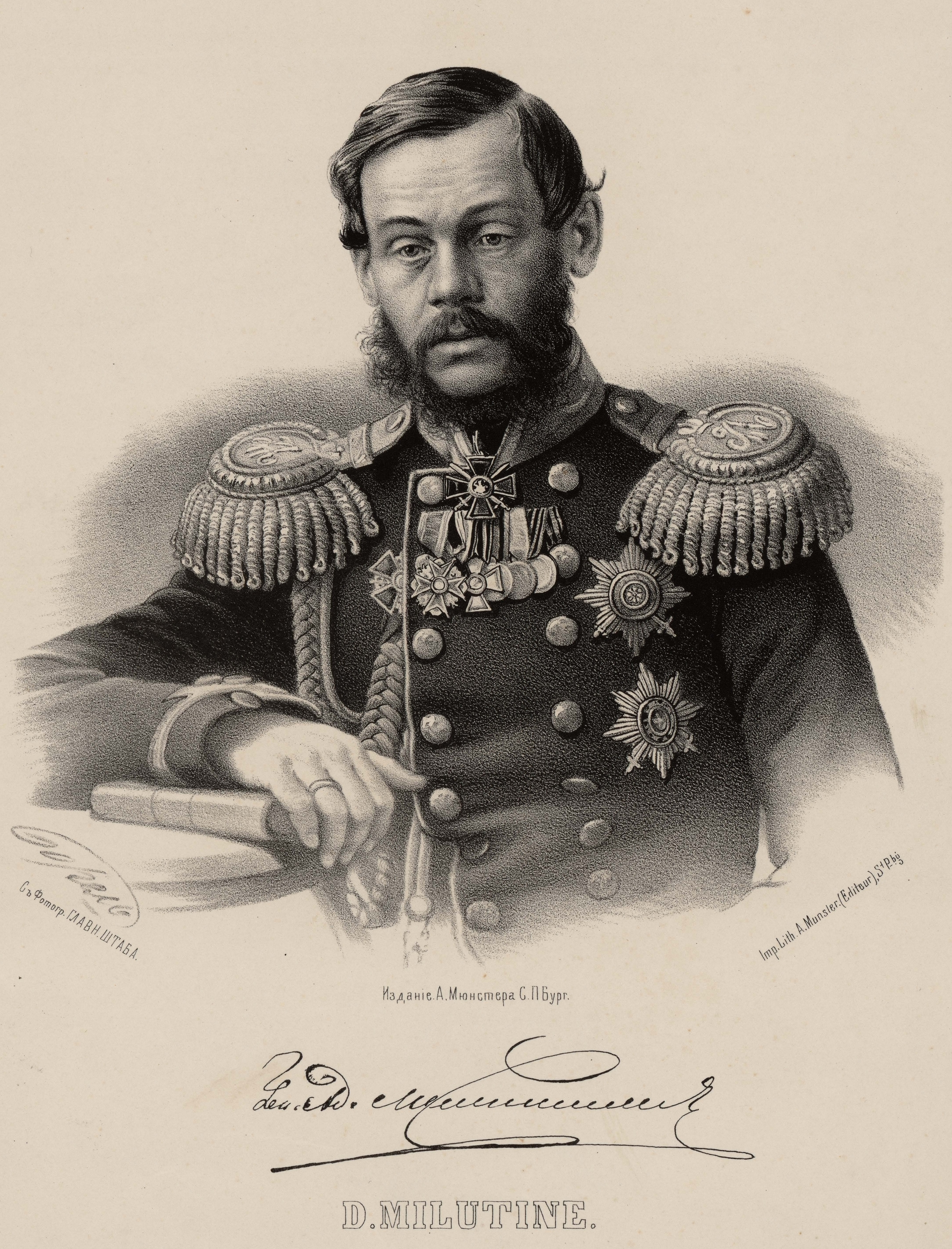
Граф Д. А. Милютин, военный министр, архитектор военной реформы

На финальных этапах Крымской войны и сразу после ее завершения появилась серия записок, принадлежавших Ф. В. Ридигеру, Б. Г. Глинке 2-му, Д. А. Милютину и графу П. Д. Киселеву. В этих записках указывалось на обозначенные выше недостатки и предлагались пути их устранения. Осенью 1855 года была сформирована Комиссия для улучшений по военной части под председательством Ридигера (после его смерти в 1856 году – Н. Ф. Плаутина). Весной 1856 года военное министерство возглавил Н. О. Сухозанет.
Последовавшие в 1856–1861 годах реформы были направлены, прежде всего, на сокращение военных расходов. 5 (17) апреля и 4 (16) июня 1857 г. вышли указы, упразднившие военные поселения. В целях демобилизации армии и сбережения средств решено было отказаться на несколько лет от новых рекрутских наборов. 8 (20) сентября 1859 года срок обязательной службы был снижен до 15 лет. Значительные усилия были направлены на развитие стрелковой части: увеличено число стрелковых батальонов, выработаны приемы обучения стрельбе в цель, началось перевооружение пехоты нарезной 7-линейной винтовкой.
Незначительность военных реформ в первые годы после Крымской войны объясняется, в первую очередь, ограниченными финансовыми средствами. Министерство Сухозанета постоянно подвергалось давлению с целью сократить военные расходы. Отсутствие четкого плана преобразований и единства между различными отраслями военной администрации дополнительно затрудняли принятие решительных мер. Наконец, внимание императора, придворных кругов и общества было направлено, главным образом, на крестьянский вопрос. Общественный подъем в России накануне отмены крепостного права периодически приводил к тому, что публика обращала внимание на проблемы в армии (телесные наказания, грубое обращение с солдатами, коррупция и т. п.). Однако общественного давления было недостаточно, чтобы сформировался благоприятный фон для радикальных преобразований в военной сфере.
16 (28) мая 1861 г. управляющим военным министерством был назначен Д. А. Милютин. 9 (21) ноября он был утвержден в должности военного министра. С этой переменой начинается новый этап в проведении военных реформ. 15 (27) января 1862 г. Милютин представил Александру II всеподданнейший доклад, в котором излагал широкую программу преобразований в области военной администрации, создания системы резервов, подготовки офицерских кадров, боевой подготовки войск, обеспечения современным вооружением и т. п. В докладе обозначалось, что военное министерство в своих преобразованиях будет руководствоваться двоякой целью: увеличить боевые возможности и эффективность вооруженных сил и вместе с тем – сократить военные расходы.

## Малые реформы

### Военно-окружная реформа

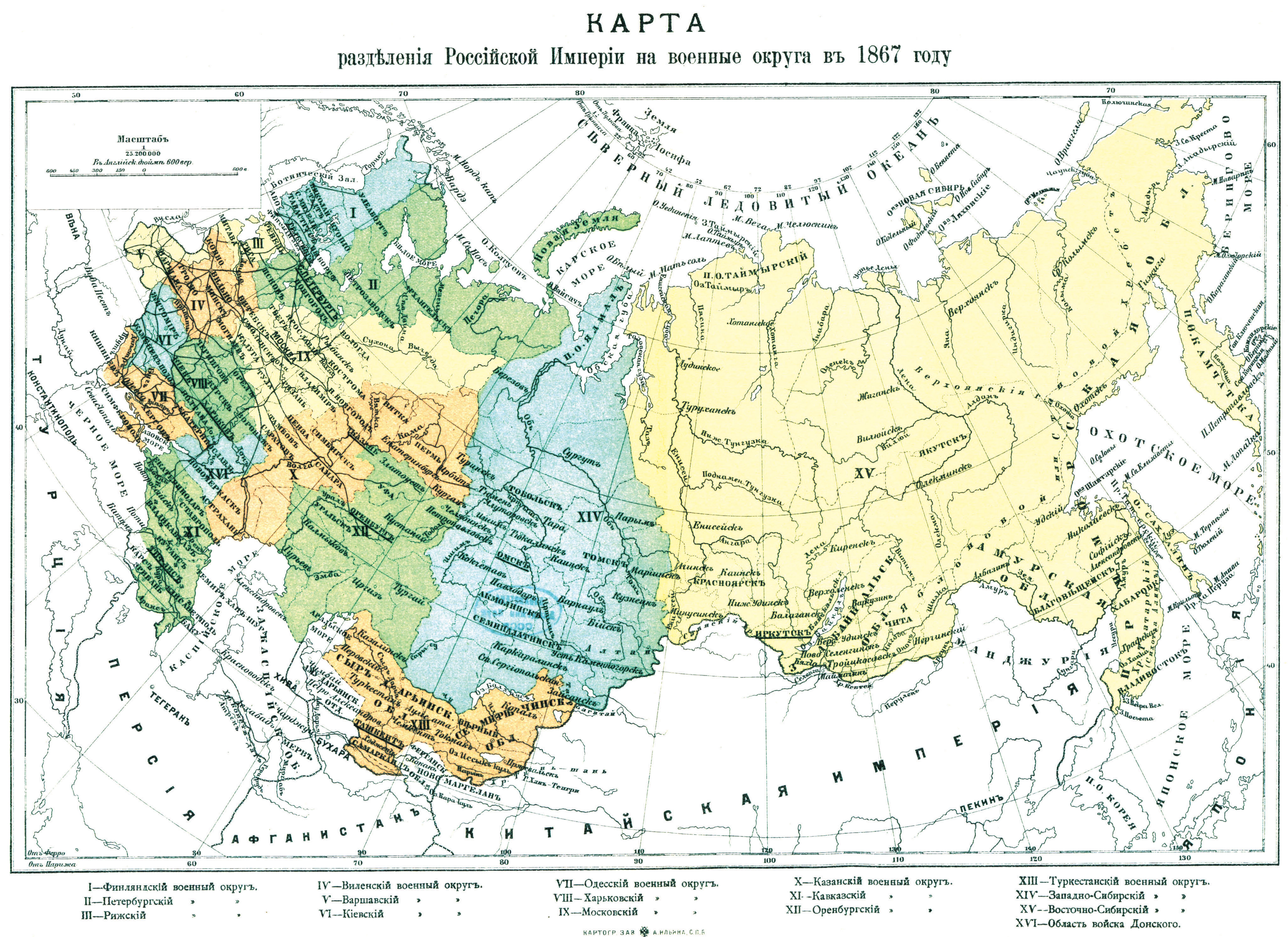
Карта военных округов Российской империи в 1867 году.

Сбережения средств предполагалось достичь за счет более эффективной системы военной администрации. Для этой цели Милютин планировал перераспределить исполнительные полномочия от военного министерства к местной военной администрации, оставив за центральными органами общее направление и контролирующие функции. Территория Российской империи разделялась на военные округа, а новые военно-окружные управления получали значительные полномочия на всей территории своего округа. К этим полномочиям относилось, прежде всего, снабжение и обучение войск, заведование запасами и прочие рутинные задачи, которые снимались с военного министерства.
|            | Военный округ      | Штаб            |              | Примечания                                                            |
| Лето 1862  | Варшавский         | Варшава         | Приграничные |                                                                       |
|            | Киевский           | Киев            | Приграничные |                                                                       |
|            | Виленский          | Вильно          | Приграничные |                                                                       |
| Конец 1862 | Одесский           | Одесса          | Приграничные |                                                                       |
| 1864       | Петербургский      | Санкт-Петербург | Тыловые      |                                                                       |
|            | Московский         | Москва          | Тыловые      |                                                                       |
|            | Финляндский        | Гельсингфорс    | Тыловые      |                                                                       |
|            | Рижский            | Рига            | Тыловые      | Упразднен в 1870 г.                                                   |
|            | Харьковский        | Харьков         | Тыловые      | Упразднен в 1888 г.                                                   |
|            | Казанский          | Казань          | Тыловые      |                                                                       |
| 1865       | Кавказский         | Тифлис          | Азиатские    |                                                                       |
|            | Оренбургский       | Оренбург        | Азиатские    |                                                                       |
|            | Западно-Сибирский  | Омск            | Азиатские    | Объединены в 1884 г. в Омский ВО (одновременно создан Приамурский ВО) |
|            | Восточно-Сибирский | Иркутск         | Азиатские    | Объединены в 1884 г. в Омский ВО (одновременно создан Приамурский ВО) |
| 1867       | Туркестанский      | Ташкент         | Азиатские    |                                                                       |

6 (18) августа 1864 года было утверждено положение о военно-окружных управлениях. Ровно через год такие же положения (с незначительными изменениями) были утверждены для четырех «азиатских» военных округов.
Создание военных округов позволило упразднить целый ряд местных управлений различных департаментов военного министерства, а также штабы армейских корпусов. Командующему военным округом подчинялись дивизии, местные войска, военные учреждения и склады. Таким образом, все военные средства на территории военного округа сосредотачивались в руках военно-окружного управления.

### Центральная администрация

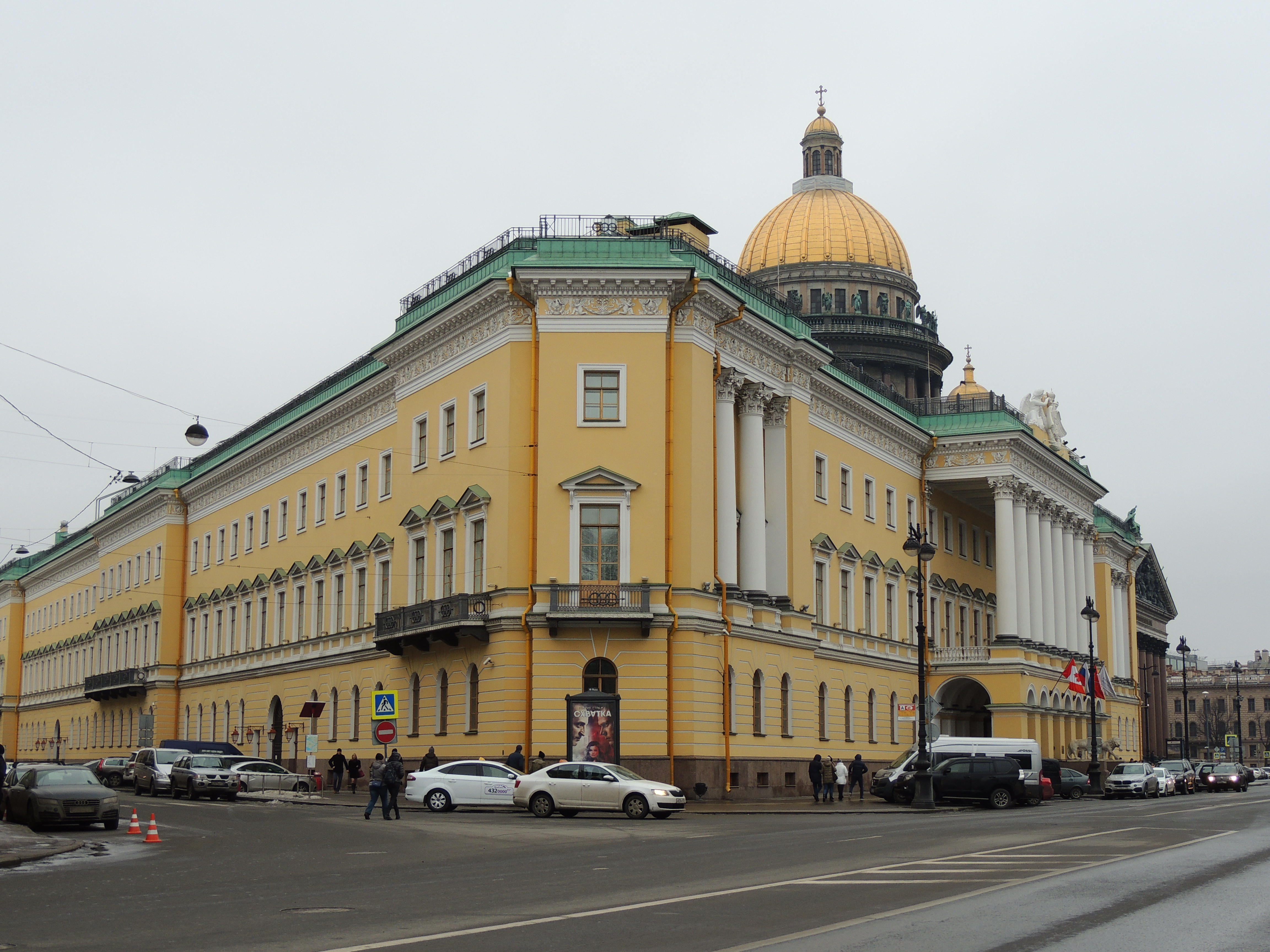
Здание военного министерства в Санкт-Петербурге. Современный вид

Военно-окружная реформа позволила децентрализовать управление войсками, военным хозяйством и учреждениями, снизив нагрузку с департаментов военного министерства. У Милютина появилась возможность упразднить несколько управлений и сократить штаты центральных органов.
28 декабря 1862 (9 января 1863) года штаб генерал-фельдцейхмейстера и Артиллерийский департамент были слиты в Главное артиллерийское управление (великий князь Михаил Николаевич) в составе военного министерства. Таким образом, строевая, учебная и ученая части объединились с хозяйственной. Аналогичным образом и в тот же день из бывших штаба инспектора по инженерной части и Инженерного департамента было образовано Главное инженерное управление (великий князь Николай Николаевич).
21 января (2 февраля) 1863 года штаб начальника военно-учебных заведений был передан в состав военного министерства и преобразован в Главное управление военно-учебных заведений (Н. В. Исаков).
31 декабря 1865 (12 января 1866) года Инспекторский департамент был слит с департаментом Генерального штаба и образован Главный штаб (Ф. Л. Гейден).
Вещевое, провиантское и фуражное довольствие войск оставалось наиболее проблемной отраслью. Военное министерство постаралось обновить табели и положения, регулирующие поставки в войска, дать четкие правила для приемки, освидетельствования и отпуска предметов снабжения. Были образованы смешанные приемные комиссии из представителей интендантства, войск и военного министерства. Тем самым устранялась почва для произвола и коррупции в деле поставок. Кроме того, чиновники интендантского ведомства постарались обеспечить войска надежными и долгосрочными контрактами с прямыми производителями, минуя посредников. Окружные интендантские управления поощрялись к поиску новых и благонадежных поставщиков.
Преобразования в органах центральной и местной военной администрации сделали систему управления армией более рациональной, экономной и эффективной. Была сокращена переписка, сокращены штаты и увеличены оклады оставшимся сотрудникам.
Преобразование военного министерства завершилось утверждением основополагающих актов: 29 марта (10 апреля) 1867 года – штатов военного министерства, 17 (29) апреля 1868 года – положения о полевом управлении войск в военное время, 1 (13) января 1869 года – положения о военном министерстве.

### Резервы и мобилизация
В 1861 году по штату мирного времени в регулярных войсках состояло 861 000 человек. В военное время численность регулярной армии должна была усиливаться до 1,395 млн человек. Для пополнения разницы между штатами мирного и военного времени (534 000) планировалось использовать отпускных солдат. Однако последних насчитывалось только 242 000. Таким образом, резерв не был обеспечен.
Кроме того, существовал целый ряд организационных препятствий. При переходе к штату военного времени требовалось сформировать заново 27 дивизий. Резервные войска имели двойное назначение – подготовить новобранцев и увеличить численно действующие войска. Запасные войска в военное время должны были насчитывать 173 000 человек, но в мирное время не имели даже кадров и в действительности существовали только на бумаге. Местные войска (корпус Внутренней стражи) составляли значительные 196 000 человек, но предназначались исключительно для небоевой, гарнизонной службы.
Польский мятеж 1863-1864 годов потребовал призыва отпускных и проведения двух рекрутских наборов. Мобилизация сил сопровождалась формированием 19 новых пехотных дивизий. В 1864 году войска были приведены в мирное положение, но кадры новых дивизий были сохранены. Таким образом, в 1863-1864 годах была создана организационная структура, соответствующая военному времени.
В 1864 году были заново организованы резервные войска, получившие единственное назначение обучать и снаряжать новобранцев. Корпус Внутренней стражи был упразднен и вместо него были сформированы губернские батальоны и уездные команды. Демобилизация после польского мятежа дала возможность быстро накопить запас отпускных солдат. С 1865 года началось правильное ведение и пополнение вещевых запасов на случай мобилизации.
К 1866 году численность регулярных войск составляла около 800 000 человек. Однако пехотных дивизий насчитывалось 47. Доведение войск до численности военного времени (1,15 – 1,3 млн) достигалось не формированием новых соединений, а наполнением отпускными уже имеющихся. Число отпускных достигало 330 000 человек и имело потенциал к расширению до 500 000. Кроме того, были предприняты первые шаги для ускорения мобилизации. Были составлены предварительные расписания для комплектования войск людьми, лошадьми, снаряжением и оружием по штатам военного времени, инструкции по погрузке в железнодорожные вагоны и выгрузке из них и т. п. По оценке военного министерства, укомплектование людьми по штатам военного времени должно было занять 30-40 дней, вместо прежних 90-180.

### Военно-учебные заведения
Милютин считал кадетские корпуса неэффективным и дорогостоящим источником пополнения офицерского состава. Вместо них он намеревался учредить более дешевые училища с более широким охватом учащихся. Они давали бы специальное военное образование юношам, уже получившим общее образование в гражданских заведениях. Однако в этом вопросе военный министр вынужден был пойти на компромисс и оставить на своем ведомстве часть обязанностей по воспитанию и образованию детей дворянства и офицеров.

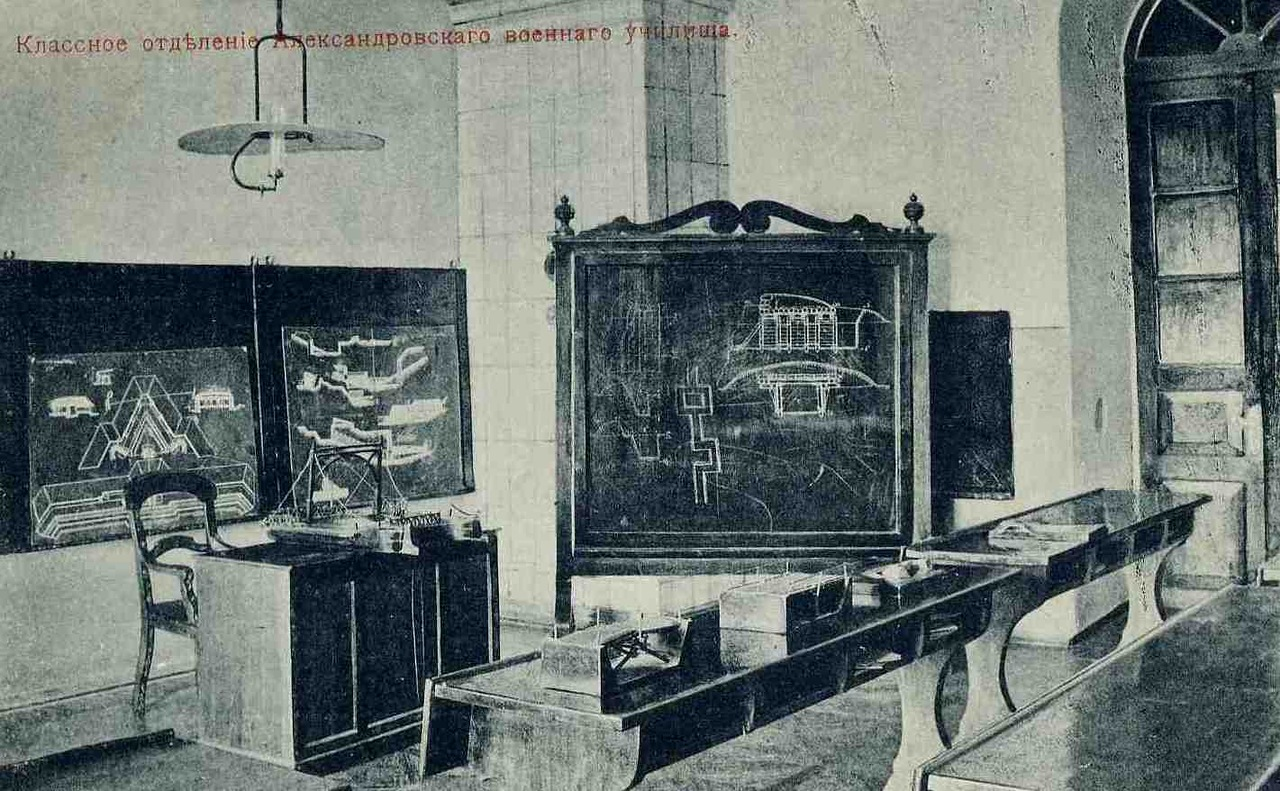
Москва. Александровское военное училище. Классное отделение

6 (18) декабря 1862 года великий князь Михаил Николаевич был назначен наместником Его Императорского Величества на Кавказе. Ведомство военно-учебных заведений, которое он возглавлял, было передано в состав военного министерства. 14 (26) мая 1863 года была утверждена программа преобразований кадетских корпусов.
Прежние кадетские корпуса упразднялись, а на их месте формировались военные училища и военные гимназии. Военные училища были двухгодичными военно-учебными заведениями, в которых давали специальное военное образование для будущих офицеров. Военные гимназии должны были давать общее среднее образование (по программе близкой к реальным гимназиям) и подготовлять к поступлению в военные училища. Быт военных гимназий не имел военного характера, их воспитанники не считались на действительной военной службе и могли по окончании поступать в гражданские учебные заведения.
| Год  | Прежнее учебное заведение                           | Преобразовано                                                                     |
| 1862 | Константиновский кадетский корпус (Санкт-Петербург) | Константиновское военное училище (Санкт-Петербург)                                |
| 1863 | 2-й кадетский корпус (Санкт-Петербург)              | 2-я Санкт-Петербургская военная гимназия                                          |
| 1863 | 1-й Московский кадетский корпус                     | 1-я Московская военная гимназия                                                   |
| 1863 | Павловский кадетский корпус (Санкт-Петербург)       | 1-е военное Павловское училище (Санкт-Петербург)                                  |
| 1863 | Александровский сиротский кадетский корпус (Москва) | Александровское военное училище (Москва)                                          |
| 1863 | Тульский Александровский кадетский корпус           | упразднён                                                                         |
| 1863 | Александровский Брестский кадетский корпус          | упразднён                                                                         |
| 1863 | Петровский Полтавский кадетский корпус              | Петровская Полтавская военная гимназия                                            |
| 1864 | 1-й кадетский корпус (Санкт-Петербург)              | 1-я Санкт-Петербургская военная гимназия                                          |
| 1864 | 2-й Московский кадетский корпус                     | 2-я Московская военная гимназия                                                   |
| 1865 | Полоцкий кадетский корпус                           | Полоцкая военная гимназия                                                         |
| 1865 | Михайловский Воронежский кадетский корпус           | Михайловская Воронежская военная гимназия                                         |
| 1865 | Владимирский Киевский кадетский корпус              | Киевская военная гимназия                                                         |
| 1866 | Тамбовский кадетский корпус                         | упразднён                                                                         |
| 1866 | Новгородский графа Аракчеева кадетский корпус       | Нижегородская графа Аракчеева военная гимназия                                    |
| 1866 | Оренбургский Неплюевский кадетский корпус           | Оренбургская Неплюевская военная гимназия и (с 1870) Оренбургское военное училище |
| 1866 | Сибирский кадетский корпус (Омск)                   | Сибирская военная гимназия (Омск)                                                 |
| 1867 | Орловский Бахтина кадетский корпус                  | Орловская Бахтина военная гимназия                                                |

С 1864 года специальное образование для офицеров кавалерии давало Николаевское кавалерийское училище (бывшая Школа гвардейский подпрапорщиков). Подготовку артиллеристов, как и прежде осуществляло Михайловское артиллерийское училище, инженеров – Николаевское инженерное училище. Только Пажеский корпус и Финляндский кадетский корпус сохранили двойственную цель общего образования юношей и специальной подготовки офицеров.

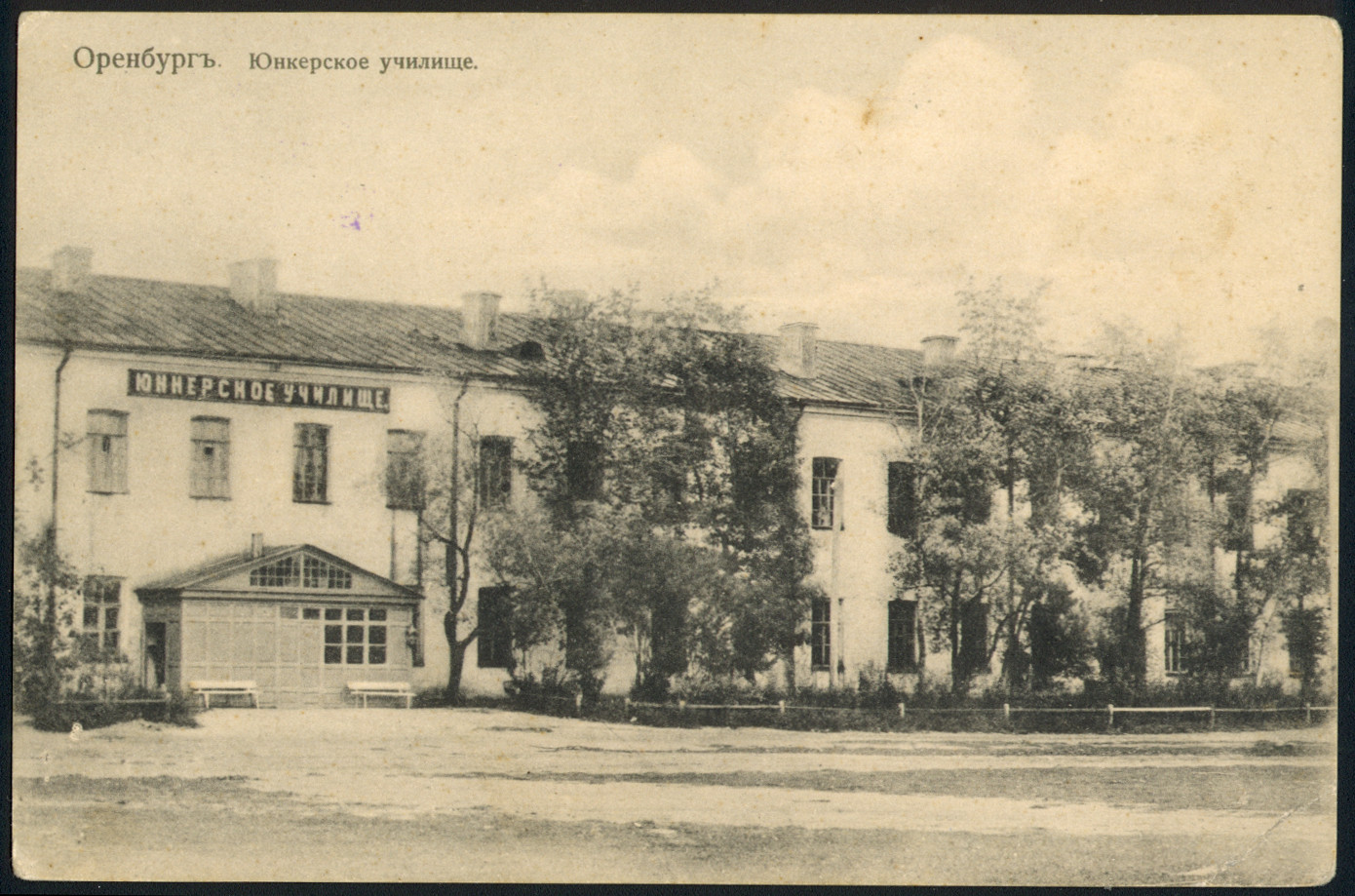
Оренбург. Юнкерское училище

Упразднение или реорганизация кадетских корпусов дали существенную экономию средств, на которые были созданы 11 пехотных и 2 кавалерийских юнкерских училища:
1864 – Варшавское, Виленское, Московское, Гельсингфорсское
1865 – Киевское, Одесское, Чугуевское, Рижское, Тверское (кавалерийское) и Елизветградское (кавалерийское)
1866 – Тифлисское, Казанское
1869 – Санкт-Петербургское
Юнкерские училища были двухгодичными и давали элементарную подготовку юношам, которым предстоял экзамен на офицерский чин.
К 1869 году число воспитанников всех средних военно-учебных заведений в результате реформ сократилось с 8 000 до 5870 человек. Однако выпуск офицеров снизился лишь на 50 человек. Военные училища давали до 600 новых офицеров в год. Юнкерские училища – еще 700 человек. Существовал потенциал к расширению числа юнкерских училищ, а также расширения круга лиц, допускаемых к приему, за счет недворянских сословий.
Николаевская академия Генерального штаба была поставлена в прямое подчинение Генеральному штабу, для которого она готовила офицеров. Было усилено практическое направление обучения и установлен строевой ценз для желающих поступить (4 года в строю). Аналогичным преобразованиям были подвергнуты Михайловская артиллерийская и Николаевская инженерные академии. В 1860-е годы наиболее видные русские специалисты Генерального штаба и представители артиллерийских и инженерных наук стояли на одном уровне с лучшими европейскими военными умами. Большим авторитетом пользовались М. И. Драгомиров, Г. А. Леер, В. М. Аничков, Н. Н. Обручев, А. И. Беренс, Н. В. Маиевский, А. В. Гадолин, А. И. Лаврентьев и др.
Офицеры, желавшие расширить и углубить свои знания, поощрялись к приобретению военной периодики («Русский инвалид», «Военный сборник», «Артиллерийский журнал», «Инженерный журнал», «Оружейный сборник»). При штабе войск Гвардии и Санкт-Петербургского военного округа с 1866 года регулярно читались публичные лекции на военные темы. Подобные лекции и сообщения устраивались и при других штабах, включая полковые.

### Обучение и быт войск

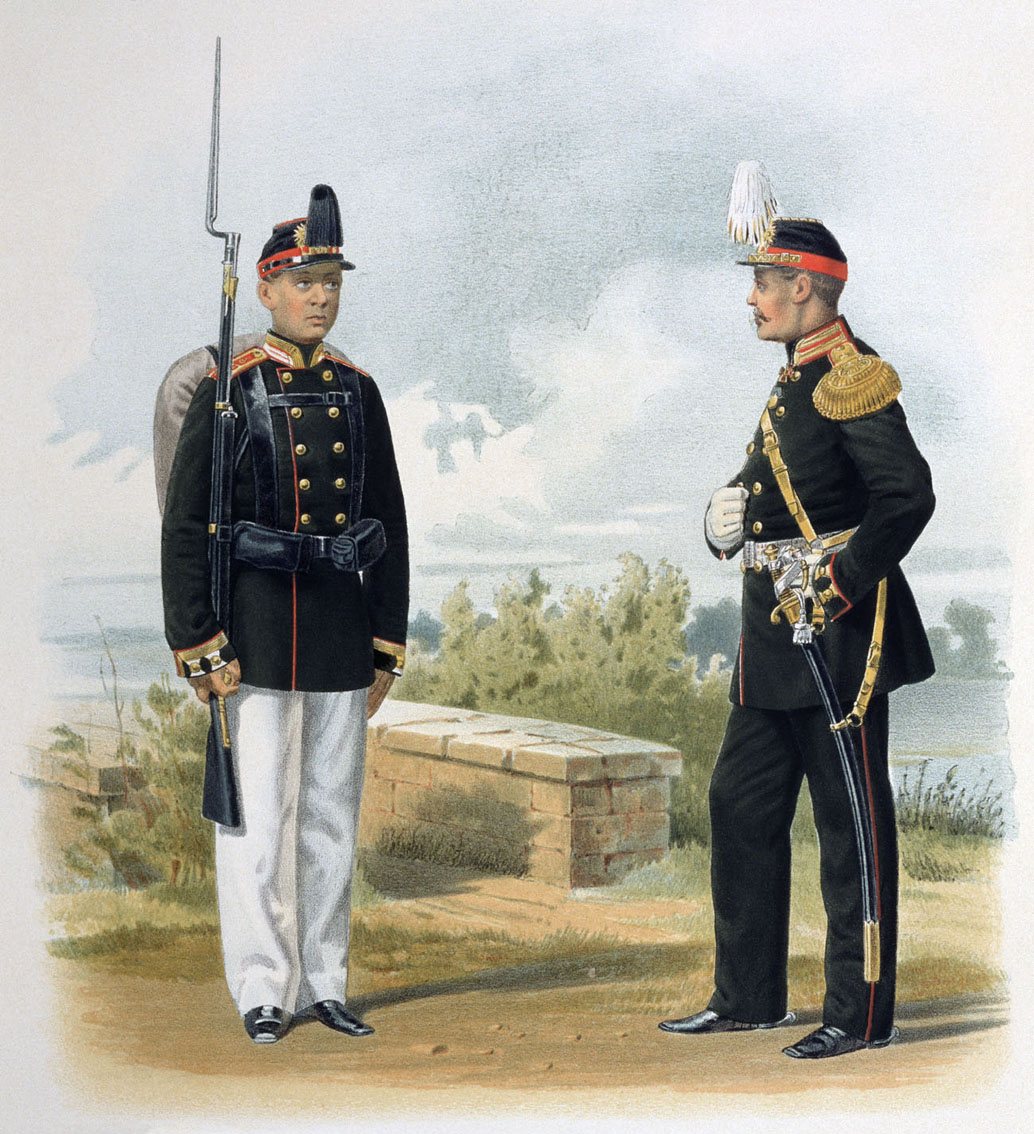
Юнкер и Генерал 1-го Павловского Военного Училища, 20 мая 1864. (В городской парадной форме).

Военное министерство стремилось приблизить обучение войск к боевым требованиям и ограничить влияние плац-парадных традиций. Вместе с тем, считалось важным поставить обучение солдат на более гуманные начала, поддерживать дисциплину не страхом наказаний, а более сознательным отношением к долгу.
После 1856 года в войсках развивалась новая система обучения, основанная на формировании индивидуального бойца, а не на сплочении масс в батальоны. Упор при подготовке делался на гимнастике, фехтовании, обучении чтению и письму, прицельной стрельбе, действию в рассыпном строю. Строевая подготовка понималась лишь как один из разделов обучения солдат. Новая редакция рекрутской школы (1-й отдел строевого устава), принятая в 1860 году, требовала гуманного обращения с рекрутом. В 1862 году была принята новая форма, гораздо более удобная, легкая и соображенная с гигиеническими требованиями.
17 (29) апреля 1863 года состоялась отмена в войсках телесных наказаний (частичная). Наказание шпицрутенами отменялось полностью, наказание розгами оставлялось только для прежде штрафованных солдат в уменьшенном размере и временно (впредь до устройства тюремных помещений). После принятия судебных уставов 1864 года продвинулась работа над военно-судебной реформой. 15 (27) мая 1867 года был принят военно-судебный устав, распространивший на военнослужащих действие гласного и состязательного суда по образцу судебной реформы 1864 года. Многие вопросы дисциплинарного характера решались не властью командира полка, а судом общества офицеров. Чтобы дать армии военно-судебных деятелей, в 1867 году была учреждена Военно-юридическая академия. 5(17) мая 1868 года утвержден Воинский устав о наказаниях.

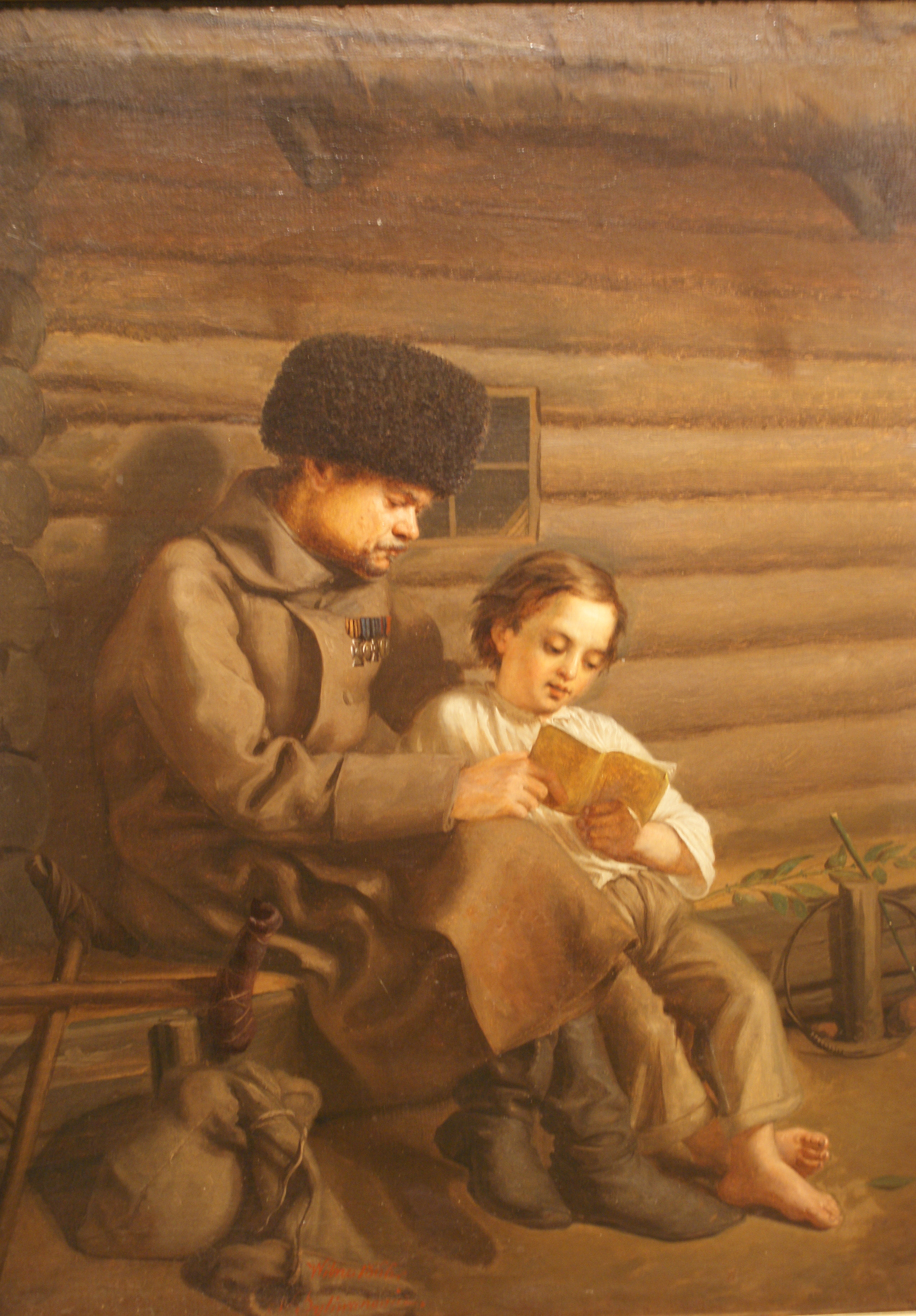
Силиванович Н. Ю. Солдат и мальчик. 1867

В 1867 году был завершен пересмотр строевых уставов, которые установили новые тактические формы. Эта работа была проведена комитетом по устройству и образованию войск под председательством великого князя Николая Николаевича. Основной формой для наступления признавались две линии ротных колонн, которым предшествовала цепь застрельщиков.
Вопрос о ведении полкового хозяйства находился в подвешенном состоянии с конца 1850-х годов. Признавалось, что более рациональным будет передать хозяйственные вопросы от командующих частями к неким коллегиальным органам из числа офицеров. Однако такое сокращение полномочий полковых командиров встречало сопротивление и требовало значительных средств, чтобы компенсировать им потерю доходов увеличением жалования. Только в 1867 году, после длительных обсуждений, три различных проекта ведения полкового хозяйства начали испытываться в войсках.

### Перевооружение

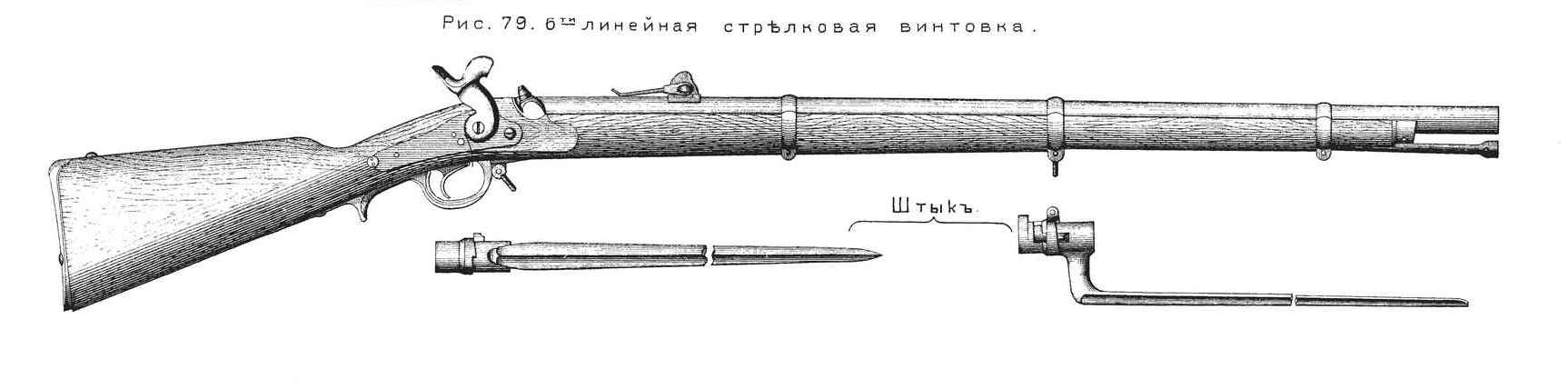
6-линейная винтовка обр. 1856 г.

К началу 1860-х годов перевооружение 6-линейной винтовкой было завершено только наполовину. Из 1018 полевых орудий нарезными были только 96. Бо́льшая часть крепостного вооружения была устаревшей, особенно артиллерия морских крепостей очевидно не могла противостоять современным броненосным судам. В 1860 году было принято решение заменить легкие полевые орудия новыми 4-фунтовыми нарезными пушками. Однако уже в 1863 году, когда производство этих орудий только разворачивалось, был возбужден вопрос о введении казнозарядных орудий и о замене медных стволов на стальные. Опыты и медленное развитие сталелитейного дела в России привели к тому, что в 1866 году было принято решение иметь нарезные медные казнозарядные пушки двух калибров (4- и 9-фунтовые в пропорции 2 к 1). К 1869 году вся полевая артиллерия перешла на нарезные медные орудия – пушки обр. 1867 года (Маиевского-Гадолина). Несколько труднее шло перевооружение крепостной артиллерии стальными орудиями больших калибров (8-, 9- и 11-дм).

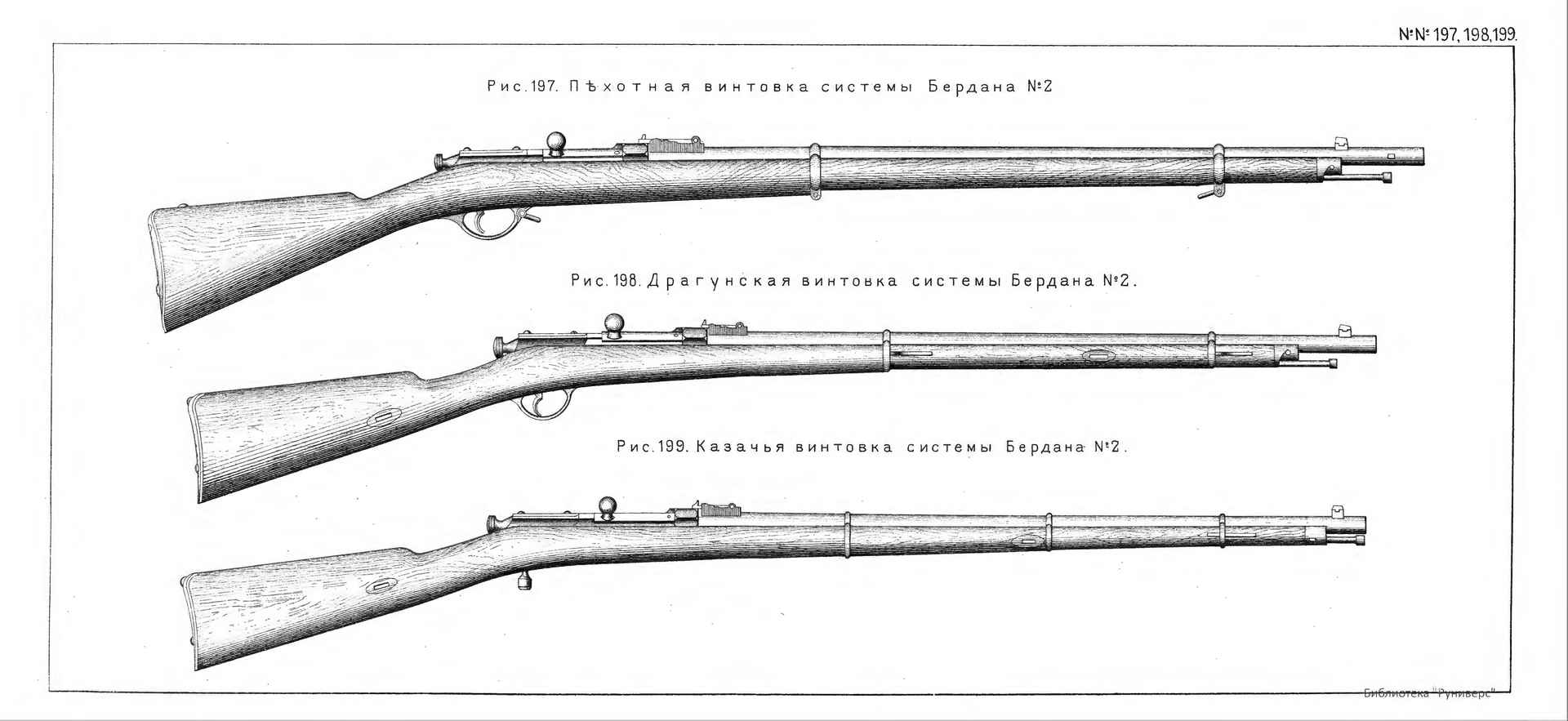
Винтовка Бердана № 2

В ходе австро-прусской войны 1866 года полностью выяснились преимущества прусских игольчатых винтовок системы Дрейзе. К этому времени перевооружение русской армии на 6-линейную винтовку только завершилось. Пришлось спешно принимать новую систему винтовок, на которую можно было быстро перейти путем переделки 6-линейных винтовок. Первоначально была утверждена система Терри-Нормана (капсюльная), однако в августе 1867 года было принято решение переделывать винтовки по системе Карле (игольчатой). К валовой переделке было приступлено только к началу 1868 года, причем процесс оказался сложнее и дольше, чем предполагалось. Уже в 1869 году была принята новая система Крнка, обещавшая более быстрый результат. В любом случае, переделанные винтовки изначально понимались как переходный вариант и параллельно продолжались изыскания для принятия более совершенной винтовки под металлический патрон. Офицеры А. П. Горлов и К. И. Гуниус были командированы в США, где ими были выбрана винтовка Бердана, сделан предварительный заказ на заводах Кольта и закуплены машины для производства винтовок и патронов к ним в России. В 1870–1873 годах американским оборудованием был оснащен Тульский оружейный завод.

## Всеобщая воинская повинность

### Рост сопротивления

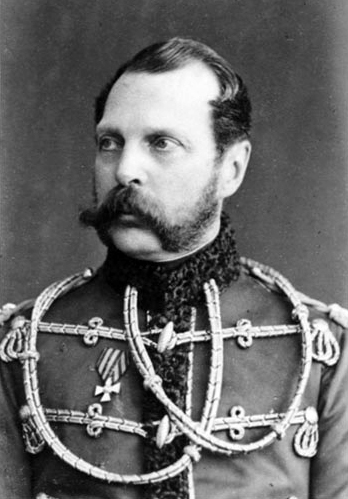
Александр II. 1870

К 1866 году в правительственном курсе Александра II наметился консервативный поворот. К этому времени выяснились первые результаты военных реформ. Однако неожиданный успех прусских войск в австро-прусской войне 1866 года поднял новые вопросы по поводу боевого потенциала русских войск. Новая обстановка способствовала формированию оппозиции военным реформам в правительстве, армии и обществе.
В конце 1866 году министр финансов М. Х. Рейтерн потребовал от Милютина сократить военные расходы. С точки зрения военного министерства, предел разумного сокращения трат уже был достигнут и новые сбережения невозможно было сделать без ущерба для боевой готовности и самой сути выстраиваемой военной системы. В результате компромисса было принято решение достичь сокращения расходов за счет нового снижения численности войск. В 1868 году численность русской регулярной армии достигла 726 000 человек. Это снижение происходило на фоне усиленной деятельности со стороны великих держав по увеличению боевого состава своих вооруженных сил.
Систему, выстроенную Милютиным, обвиняли в том, что она дала явный перевес административному элементу над боевым. В этом упрекал военного министра князь А. И. Барятинский, пытавшийся в 1868 году развернуть кампанию против военного министерства. Положение о полевом управлении войск в военное время 1868 года, по мнению критиков, лишало главнокомандующего необходимой самостоятельности и независимости от военного министра. В частности, снабжение войск по сути передавалось из штаба главнокомандующего к органам военного министерства и военно-окружных управлений. Тем самым подчеркивалось положение военного министра в качестве главного военного деятеля в империи. «Армия, – писал Барятинский, – не имеет более прямого доступа к Государю. Военное министерство заслоняет от войск лицо Монарха». Вся организация была якобы подчинена нуждам мирного времени и не соответствовала военным соображениям.
Вокруг Барятинского начали группироваться противники реформ, прежде всего, его давний сотрудник Р. А. Фадеев, известный деятель Туркестанских походов М. Г. Черняев и полковник В. В. Комаров. К ним были близки представители консервативной «шуваловской партии» в правительстве (граф П. А. Шувалов, граф Д. А Толстой, А. Е. Тимашев и др.), которые боролись с влиянием Милютина как либерального министра и противника дворянских привилегий. Путем интриг консервативной оппозиции удалось нанести сильный удар изданиям военного министерства «Русский инвалид» и «Военный сборник», служившим рупором военных реформ. Однако в остальном они мало поколебали позиции военного министра.

«Ни один год еще не встречал я в таком тяжелом и грустном настроении, как наступивший 1869-й, - вспоминал Милютин. - Все испытанные мною в конце истекшего года неприятности и огорчения до того расстроили меня и нравственно, и физически, что я уже помышлял об оставлении своей должности».

### Вопрос о комплектовании

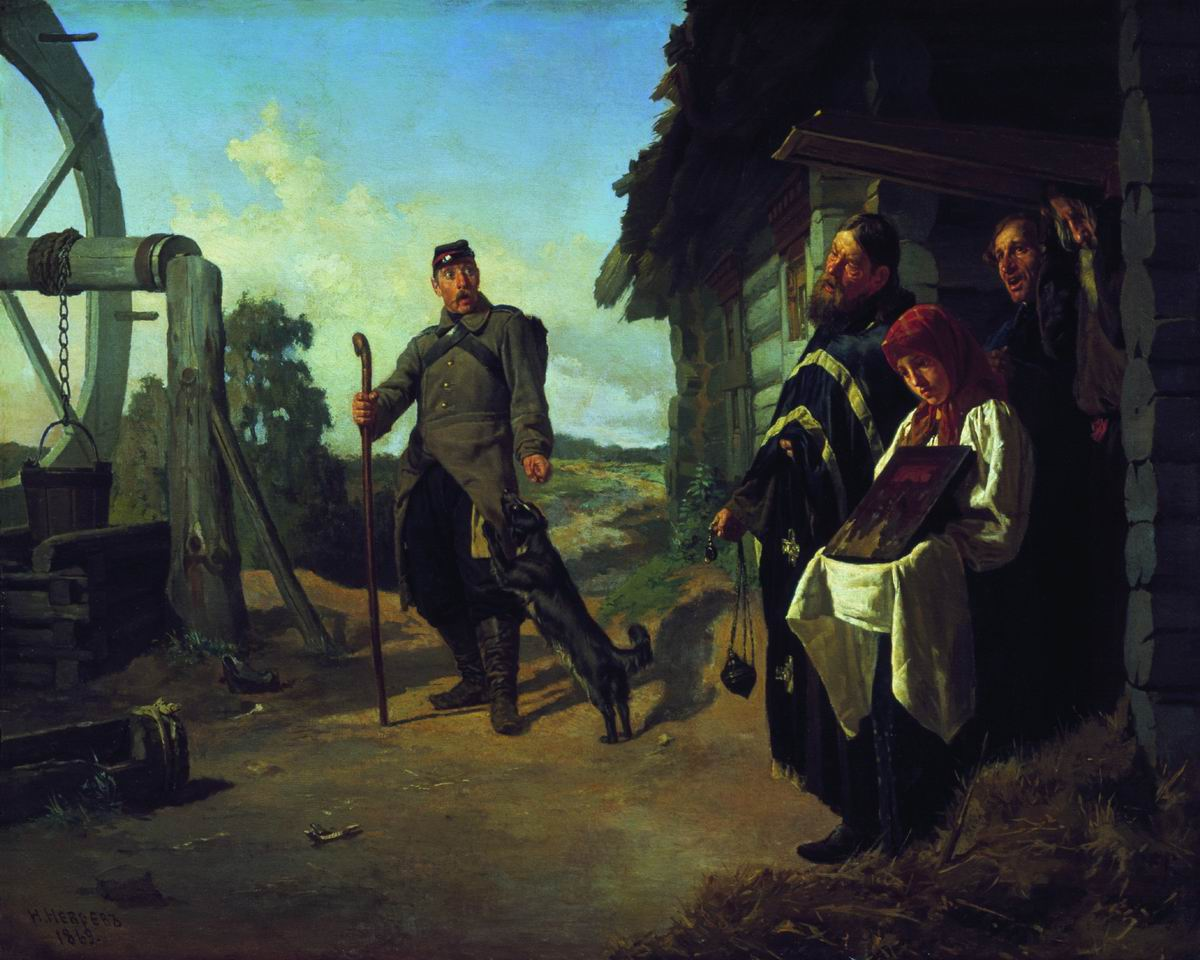
Неврев Н.В. Возвращение солдата на родину. 1869

В 1860-е годы Милютин не планировал вводить всеобщую воинскую повинность, рассчитывая использовать потенциал рекрутских наборов, относительно коротких сроков службы и резервов отпускных. С 1862 года при Государственном совете работала комиссия по пересмотру рекрутского устава, которая вводила некоторые облегчения в процесс отбывания рекрутской повинности. Призыв новобранцев постепенно избавлялся от унизительных процедур (бритье лбов, раздевание рекрут перед присутствием и т. п.), срок действительной службы сокращался, закрывался доступ в армию преступникам и наемникам и открывался для дворян-добровольцев. Служба солдат более не понималась как пожизненная. Однако воинскую повинность не планировалось распространять на неподатные сословия.

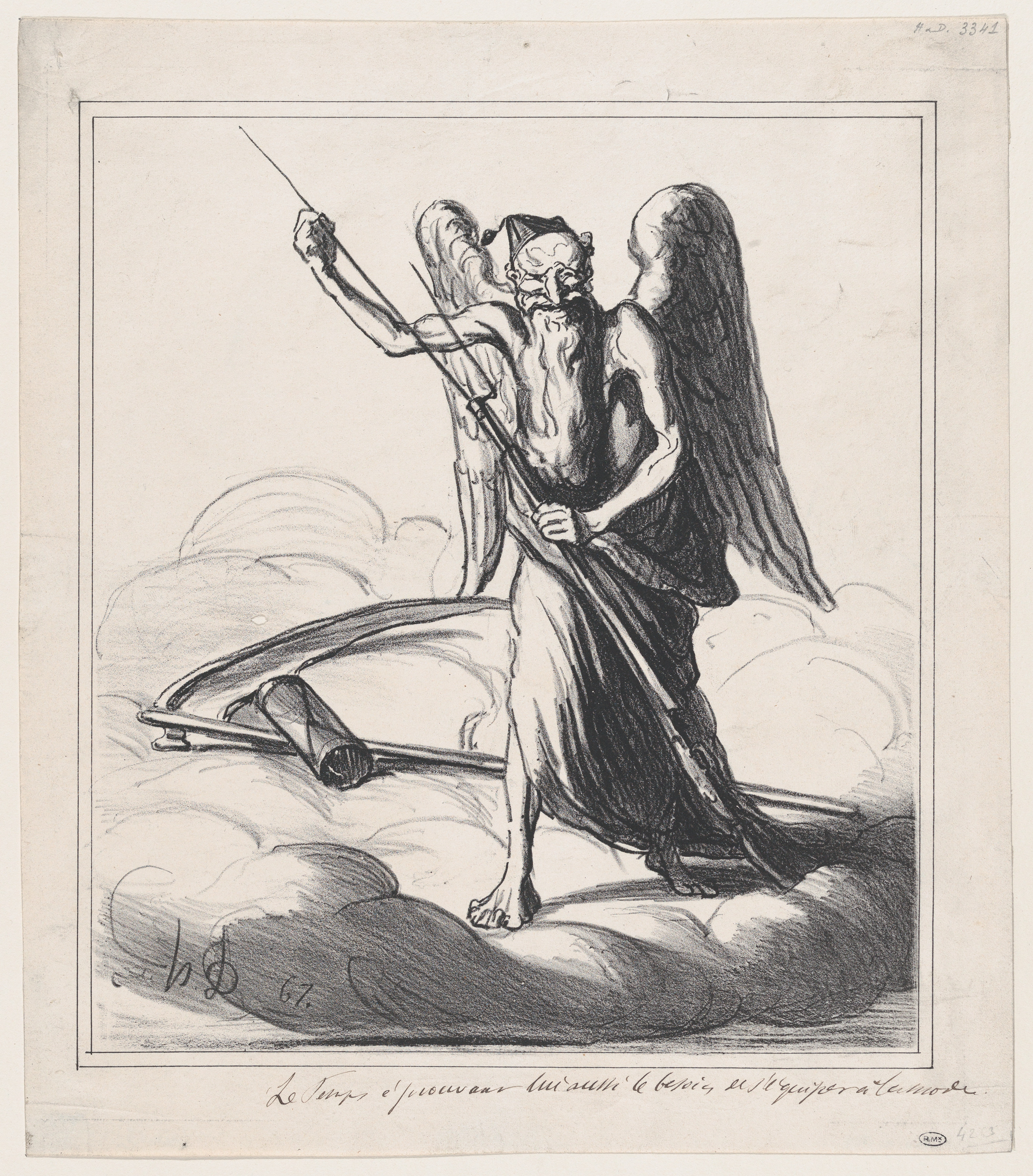
«Время тоже чувствует необходимость в современном вооружении», Le Charivari, 10 января 1867

25 июня (7 июля) 1867 года вышло положение об устройстве быта отставных и бессрочноотпускных солдат, которое предоставило гражданские права лицам, прошедшим действительную службу и вернувшимся к мирным занятиям. В 1868 году срок службы был снижен до 10 лет и затем был ограничен прием на службу наемщиков, поступающих добровольно на службу за деньги вместо других лиц (или общины).
В результате франко-прусской войны 1870-1871 годов ситуация резко изменилась. С формированием Германской империи (1871), переходом на всеобщую воинскую повинность Австро-Венгрии (1868) и Франции (1872) становилось понятно, что милютинская система не позволит России в случае войны выставить на западных границах достаточное количество войск. Манифест 21 ноября (3 декабря) 1870 года провозглашал, что в ближайшее время русская армия перейдет на комплектование по принципам всеобщей воинской повинности. Началась разработка новой военной реформы. В ходе особых совещаний 1873 года в борьбе с князем А. И. Барятинским и графом Д. А. Толстым Д. А. Милютин сумел продавить решение о переходе к всеобщей воинской повинности.

### Устав 1874 года
1 (13) января 1874 года был принят устав о воинской повинности, и реформа вступила в силу. Воинская повинность распространялась на всех мужчин, достигших 20 лет, независимо от социального происхождения. Денежный выкуп или замена охотником (волонтёром) не допускались. Позволялась замена только между родными братьями. Число людей, призываемых на действительную службу, определялось ежегодно военным министерством. Кто именно из призывного контингента поступит в войска, определялось жребием. Жеребьевка осуществлялась в уездных, окружных и городских присутствиях по воинской повинности, где велись призывные списки.

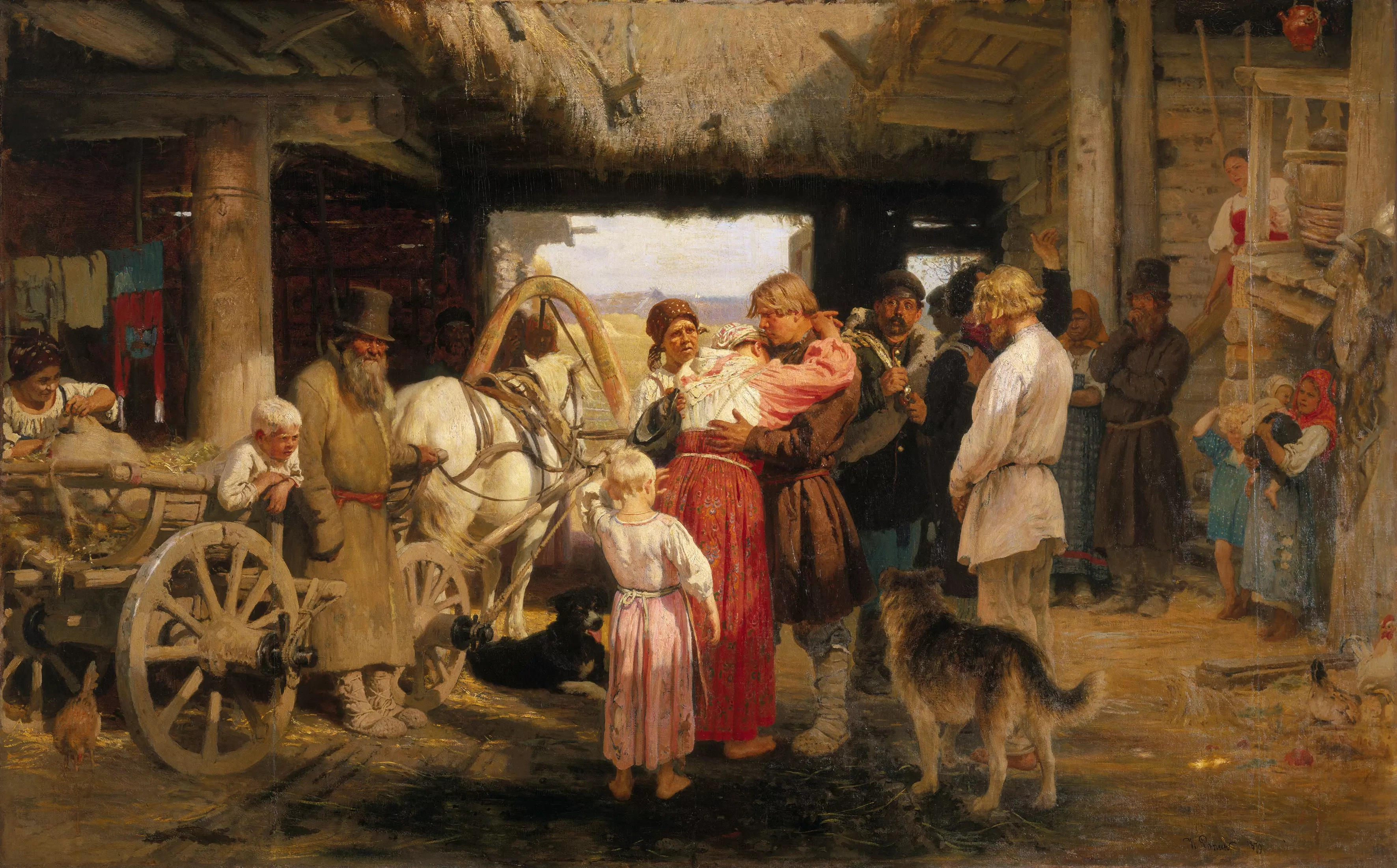
Репин И.Е. Проводы новобранца. 1879

Срок службы определялся в 15 лет: 6 лет в строю и 9 лет в запасе (на флоте: 7 лет в строю и 3 года в запасе).
Из запаса призывались в действующие войска в случае мобилизации, а также проходили краткосрочные учебные сборы (не более двух раз за весь срок запаса и не дольше, чем на 6 недель). От призыва из запаса освобождались лица, занимающие государственные должности или несущие общественно значимую службу. В ополчении состояли все мужчины не старше 40 лет и не состоящие на действительной службе.

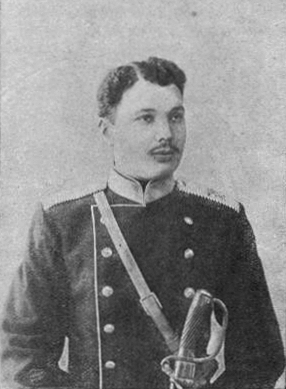
Вольноопределяющийся. Начало XX в.

Вольноопределяющиеся могли поступить на службу добровольно (без вытягивания жребия) и получали льготы по сроку действительной службы: 3 месяца (выпускник университета), 6 месяцев (выпускник гимназии). Вольноопределяющиеся служили на правах нижних чинов, но имели ряд послаблений: могли выбрать часть, жить на вольных квартирах, питаться самостоятельно. Кроме того, они не привлекались к нарядам. Они могли также сдать экзамен на чин офицера или прапорщика запаса. Вольноопределяющиеся евреи были лишены этой последней возможности (см. Антисемитизм в Российской империи).
Изъятия от службы давались по болезни или телесным недостаткам, а также по профессии. От воинской повинности полностью освобождались учителя и преподаватели; священники (всех христианских конфессий); врачи, ветеринары и фармацевты (если они не подлежали мобилизации); пенсионеры Академии художеств (сразу поступали в запас). Семинаристы имели право на отсрочку для поступления в духовное звание, освобождающее от повинности.
Не подлежали воинской повинности казаки (несли службу на особых основаниях), некоторые народы Кавказа, кочевые народы Средней Азии, малые народы Сибири, население Финляндии.
Отсрочка на один год давалась в случае временной болезни, недостаточного восстановления после болезни или недостаточной возмужалости. Кроме того, отсрочка давалась для получения образования или для устройства хозяйственных и имущественных дел.
Льготы А) по семейному положению делились на 3 разряда: 1) единственный трудоспособный кормилец или единственный трудоспособный сын при трудоспособном отце, 2) единственный трудоспособный сын при трудоспособном отце, но при братьях моложе 18 лет, 3) следующий по возрасту брат за призванным (или умершим на службе) братом.
Б) по образованию были очень обширными. Окончившие курс учебных заведений делились на 4 разряда: 1) выпускники университетов и высших учебных заведений – 6 месяцев действительной службы, 2) выпускники гимназий, реальных училищ и семинарий – 1 год и 6 месяцев действительной службы, 3) выпускники уездных училищ – 3 года действительной службы, 4) выпускники народных училищ – 4 года действительной службы.

## Итоги
Итоги военных реформ Александра II, как и других реформ 1850–1870-х годов, представляются неоднозначными.
Русская армия была полностью перестроена: от центральной военной администрации до деталей быта и хозяйствования полков. Были заложены основы массовой всесословной армии, отвечающей требованиям военного дела конца XIX – начала XX веков. Утвердился принцип главенства военного министерства в системе военной администрации. Некоторые институты и положения (всеобщая воинская повинность, военные округа, главные управления, ряд уставных положений) не только доживут до 1917 года, но и послужат основой строительства Красной армии.
Недостаток финансовых средств значительно сокращал возможности реформирования. В своих докладах Милютин много раз указывал на необходимость увеличения жалования офицерам, строительства казарменных помещений, разбивки лагерей и проведения обширных лагерных сборов. Однако каждая из этих мер требовала огромных дополнительных расходов, которые выходили за рамки ежегодной сметы военного министерства. В результате эти мероприятия, от которых в значительной степени зависело качество войск, из года в год откладывались.
Предполагается, что введение всеобщей воинской повинности с обширными образовательными льготами послужило мощным стимулом к развитию народного образования. Кроме того, сама армия существенно продвинула распространение грамотности, обучая солдат чтению и письму, а затем выпуска в запас. С другой стороны, критики реформы (Н. Н. Головин) отмечали, что образованные классы, благодаря щедрым льготам, легко могли избежать или минимизировать соприкосновение с войсками. В Российской империи, в отличие от Германии, не существовало запрета на занятие государственных или общественных должностей лицам, не отбывшим воинскую повинность. В результате, как предполагали некоторые последующие критики положений 1874 года, интеллигенция отрывалась от армии и не пропитывалась патриотическим чувством, что сказалось в ходе революций 1905–1907 и 1917 годов.
Советский историк П. А. Зайончковский, признавая отдельные недостатки и ошибки, считал военные реформы Милютина шагом вперед в развитии русской армии. Противоречия и недоработки связывались им с тем противодействием, которое встречал либеральный военный министр со стороны консервативно-крепостнического окружения царя. Нередко отмечается также, что русско-турецкая война 1877–1878 годов подтвердила успех военных реформ. Однако историк Дж. Бушнелл показал, что этот тезис весьма сомнительный.

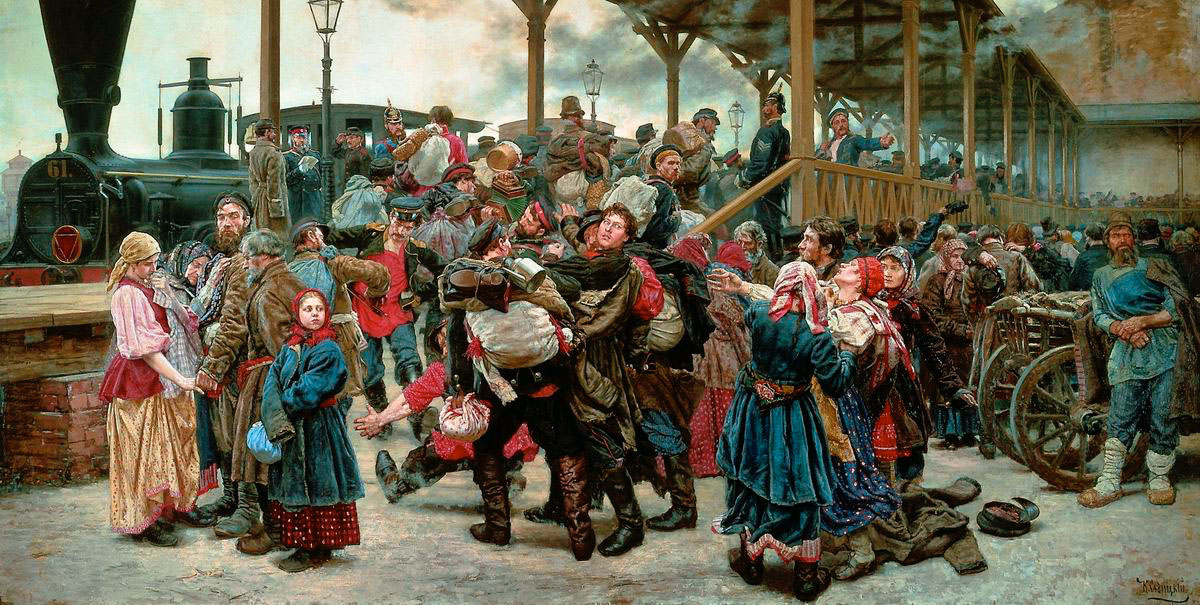
Савицкий К.А. «На войну», 1888 год

Вслед за современниками некоторые историки критиковали милютинские реформы за то, что они способствовали преобладанию бюрократического элемента над боевым. А. А. Керсновский полагал, что новая система была неспособна рождать настоящих полководцев, подобных А. В. Суворову, М. И. Кутузову и М. Д. Скобелеву. Основные деятели русско-турецкой войны 1877-1878 годов были подготовлены еще в предыдущее царствование, тогда как плоды реформ 1860–1870-х годов были пожаты в ходе проигранной русско-японской войны 1904–1905 годов.
Современные исследователи приняли и развили некоторые критические замечания А. А. Керсновского. Б. Меннинг и О. Р. Айрапетов не только соглашались с тезисом о преобладании бюрократического элемента, но и указывали на недооценку Милютиным роли Генерального штаба как органа стратегического планирования и руководства всей мобилизационной подготовкой. Айрапетов полагал, что организационная слабость русского Генерального штаба привела к ошибкам планирования в преддверии русско-турецкой войны 1877–1878 годов и, в конечном итоге, помешала России достигнуть ее целей в этом конфликте. Дж. Сэнборн рассматривал введение всеобщей воинской повинности как сильнейший удар по самодержавию. Новый принцип комплектования войск подрывал основы царского режима, поскольку производил «мощную форму политической субъектности» — солдата-гражданина. Всеобщая повинность предполагала совершенно иные принципы отношений между властью и индивидом, нежели те, на которых строилось русское самодержавие.

### Общие обзоры
- Зайончковский П. А. Военные реформы 1860—1870 годов в России. М., 1952.
- Федоров А. В. Русская армия в 50-70 гг. XIX в. Л., 1959.
- Бескровный Л. Г. Русская армия и флот в XIX веке. М., 1973.
- Керсновский А. А. История русской армии. Т. 2. М., 1993.
- Beyrau D. Militär und Gesellschaft im vorrevolutionären Russland. Böhlau, 1984.
- Keep J. L. H. The Soldiers of the Tsar: Army and Society in Russia, 1462—1874. Oxford: Clarendon Press, 1985.
- Меннинг Б. Пуля и штык. Армия Российской империи, 1861—1914. М., 2016.

### Отдельные вопросы, биографии
- Бобровский П. О. Юнкерские училища. В 4 т. СПб., 1872—1876.
- Дьяков В. А., Миллер И. С. Революционное движение в русской армии и восстание 1863 г. М., 1964.
- Miller F. A. Dmitrii Miliutin and the Reform Era in Russia. Nashville : Vanderbilt University Press, 1968.
- MacKenzie D. The Lion of Tashkent: The Career of General M.G. Cherniaev. Athens, Ga.: University of Georgia Press, 1974.
- Brooks W. E. Reform in the Russian Army, 1856—1861 // Slavic Review, Vol. 43, No. 1 (Spring, 1984). pp. 63–82.
- Бушнелл Дж. Д. Милютин и Балканская война: испытание военной реформы // Великие реформы в России. 1856—1874: Сборник. Под ред. Л. Г. Захаровой, Б. Эклофа, Дж. Бушнелла. М., 1992.
- Кузнецов О. В. Р. А. Фадеев: генерал и публицист. Волгоград, 1998.
- Sanborn J. A. Drafting the Russian Nation: Military Conscription, Total War, and Mass Politics, 1905—1925. — DeKalb: Northern Illinois University Press, 2003.
- Муханов В. М. Покоритель Кавказа князь А. И. Барятинский. М., 2007.
- Persson G. Learning From Foreign Wars: Russian Military Thinking, 1859-73. Dorchester: Helion and Co, 2010.
- Айрапетов О. Р. Генерал-адъютант Николай Николаевич Обручев (1830—1904). Портрет на фоне эпохи. М., 2017.
- Гребенкин И. Н., Романика А. С. Революционная Россия и военный вопрос: от Севастополя до Цусимы. М., 2021.
- Юдин С. С. Солдат империи. Генерал М. И. Драгомиров. Реформатор. Учитель. Военачальник. М., 2021.
- Брэдли Дж. Ружья для царя. Американские технологии и индустрия стрелкового огнестрельного оружия в России XIX века. Бостон, СПб., 2022.
- Юдин С. С., Володина Т. А. От Крымской войны к военным реформам. Предыстория преобразований в русской армии, 1856—1862 // Былые годы. 2023. № 18(3). С. 1219—1226.